# Liste d'artistes de rock alternatif
Cette liste recense les artistes issus de la scène rock alternatif.
- Haut – A
- B
- C
- D
- E
- F
- G
- H
- I
- J
- K
- L
- M
- N
- O
- P
- Q
- R
- S
- T
- U
- V
- W
- X
- Y
- Z

## 0–9
- The 1975[1]
- 4 Non Blondes[2]
- 7 Year Bitch[3]

## A
- Steve Albini[4]
- American Hi-Fi[5]
- Tori Amos[6]
- Anberlin[7]
- Angels and Airwaves[8]
- Anouk[9]
- Arctic Monkeys[10]
- Asian Kung-Fu Generation[11]

## B
- Babes in Toyland[12]
- Barenaked Ladies[13],[14]
- Beck[15]
- Bérurier noir[16],[17],[18]
- Better Than Ezra[19]
- Biffy Clyro[20]
- Bikini Kill[2]
- Kat Bjelland[21]
- Frank Black[22]
- Black Heart Procession[23]
- Blind Melon[24],[25]
- Blink-182[26]
- Blonde Redhead[27]
- Blur[28]
- Bôa[29]
- The Bravery[30]
- Breaking Benjamin[31]
- The Breeders[2]
- Brick Layer Cake[32]
- The Brigades[33]
- Buffalo Tom[34]
- Built to Spill[35]
- Bump of Chicken[11]
- Bush[36]
- Butthole Surfers[4]

## C
- Café Tacvba[37]
- Matt Cameron[38]
- Candlebox[39]
- The Cardigans[2],[40]
- Gustavo Cerati[37]
- The Charlatans[41]
- Kurt Cobain[42]
- Cobra Starship[43]
- Collective Soul[44]
- The Cranberries[2]
- Dale Crover[38]
- The Cure[45]

## D
- Evan Dando[46]
- dEUS[47]
- Depeche Mode[45]
- Dinosaur Jr.[22],[48],[49]
- Dishwalla[50]
- Dredg[51]
- Steven Drozd[38]

## E
- Escape The Fate
- Elastica[28]
- EMF[52]
- Les Endimanchés[53]
- Evanescence[44]
- Everlast[54]

## F
- Falling In Reverse
- Faith No More[4],[55]
- Fall Out Boy[48]
- Fastball[10],[56]
- Feeder[57]
- Filter[54]
- The Flaming Lips[58]
- Foo Fighters[55],[59]
- Funeral for a Friend[48]

## G
- Garbage[2],[54],[60],[61]
- Les Garçons bouchers[17],[18]
- Girls Against Boys[62]
- Gogol Premier[63]
- Goo Goo Dolls[10],[64]
- Grant Lee Buffalo[14]
- Green Day[65]

## H
- François Hadji-Lazaro[66]
- Happy Mondays[28]
- PJ Harvey[67]
- Heatmiser[68]
- Hole[2],[65],[69],[70]
- Hot Pants[16]
- Hum[71]

## I
- I Mother Earth[72]
- Imagine Dragons[73]

## J
- Jane's Addiction[45],[65],[74],[75],[76]
- Cui Jian[77]
- Jon Spencer Blues Explosion[78]

## K
- Kings of Leon[1]
- Lenny Kravitz[54]
- Ben Kweller[79]

## L
- Liars[80]
- Linkin Park[26]
- Lit[81]
- Live[10],[82],[83]
- Courtney Love[67],[84],[85]
- Lucrate Milk[17]
- Ludwig von 88[86]

## M
- Madina Lake[87]
- Madrugada[88]
- Mano Negra[89],[90]
- Matthew Good Band[91]
- Mac McNeilly[38]
- Meat Puppets[4],[58]
- MewithoutYou[92]
- The Mighty Mighty Bosstones[93]
- Modest Mouse[94]
- Alanis Morissette[26],[67]
- Mudhoney[95]
- Muse

## N
- Nada Surf[96]
- Dave Navarro[97]
- Les Négresses vertes[16],[17],[53],[90],[98]
- The Neighbourhood[99]
- Nine Inch Nails[26]
- Nirvana[65],[95],[100],[101]
- No Doubt[2],[93]
- Noir Désir[102]
- Les Nonnes Troppo[103]

## O
- Oasis[10],[28]
- Our Lady Peace[104]
- The Offspring[105]

## P
- David Pajo[106]
- Pearl Jam[107],[108]
- Stephen Perkins[38]
- Dan Peters[38]
- Liz Phair[54]
- Pigalle[53]
- Los Piojos[109]
- Pilot Speed[110]
- The pillows[111]
- Pixies[45],[112]
- Porno for Pyros[65]
- Portishead[2]
- The Presidents of the United States of America[113]

## R
- R.E.M.[10],[14],[114],[115],[116]
- Radiohead[10],[26],[117]
- Radwimps[11]
- Red Hot Chili Peppers[26],[48],[55],[118]
- Reel Big Fish[93]
- The Rembrandts[55]
- Remy Zero[119]
- The Replacements[45],[120]
- Royal Trux[121]

## S
- Scratch Acid[4]
- Screaming Trees[122]
- Semisonic[120]
- Sick Puppies[123]
- Simple Plan[30]
- The Sisters of Mercy[124]
- Skillet[125]
- Sleater-Kinney[126]
- Sleeping at Last[127]
- Sloan[128]
- Smash Mouth[129]
- The Smashing Pumpkins[48],[130],[131],[132]
- The Smiths[28],[133]
- Sonic Youth[4],[58],[114]
- Soul Asylum[82]
- Soundgarden[95],[122]
- Spin Doctors[82]
- Spoon[134]
- Stereolab[135]
- The Stone Roses[28]
- Stone Temple Pilots[55],[65]
- Superchunk[95]

## T
- Teenage Fanclub[55]
- Têtes raides[136]
- Third Eye Blind[10]
- Thirty Seconds to Mars[137]
- Todos Tus Muertos[109]
- Tokio Hotel[138]
- Twenty One Pilots[14]

## U
- U2[10],[139]

## V
- Eddie Vedder[85]
- Vendetta Red[140]
- Veruca Salt[2]
- Chris Vrenna[38]
- Les VRP[141]

## W
- Dou Wei[77]
- Ween[142]
- Weezer[143]
- Paul Westerberg[14]
- Jack White[144]
- Wilco[145],[146]